# 検査官
検査官（けんさかん）とは、日本においては、日本国憲法により規定された会計検査院を組織する構成員をいう。定数は3人で、内閣は、検査官が互選した1名を、会計検査院を代表する「会計検査院長」に任命する。

## 地位・身分
検査官の身分は、特別職の国家公務員である。
検査官の定員は3名であり、内閣は検査官が互選した1名を会計検査院の院長に任命する（内閣には、院長の指名権はない）。院長は会計検査院を代表し、検査官会議の議長となる。
検査官の官職は、会計検査院の職務を執行する職員ではなく会計検査院を組織する構成員の職であり、官名は単に「検査官」と言って「会計検査院」の字は頭に冠さない。
会計検査院の長たる検査官は通例「会計検査院長」と呼ばれるが、会計検査院法においては「会計検査院長」という形での官職の規定はされておらず、「会計検査院の長」（会計検査院法第3条）または「院長」（同法第10条･14条･19条の3等）とのみ規定されているため、これを受けて、会計検査院の長たる検査官を他の検査官と区別するために、「検査官（院長）」･「院長たる検査官」･「会計検査院長たる検査官」等と表記する場合もある。国家公務員法55条、特別職の職員の給与に関する法律1条では、「会計検査院長」と規定されている。
特別職の職員の給与に関する法律別表第一により、会計検査院長には国務大臣と同額の、院長以外の検査官には大臣政務官と同額の俸給が支給される。

## 任免
検査官は、 衆議院・参議院両院の同意を経て、内閣が任命するとされている（いわゆる国会同意人事の一つ）。また、検査官はいわゆる認証官であり、その任免は天皇によって認証される。任期は7年 (令和5年4月以降5年) で、一回に限り再任される。また、定年は70歳と定められている。
各々の検査官がその意に反して罷免される場合は、以下の場合に限られる。
1. 両議院の同意が得られなかった場合（会計検査院法第4条第3項）
2. 他の検査官の合議により、心身の故障のため職務の執行ができないと決定されたとき又は職務上の義務に違反する事実があると決定された場合において、両議院の議決があったとき（会計検査院法第6条）
3. 刑事裁判により禁錮以上の刑に処せられたとき（会計検査院法第7条）

## 職務
検査官は、合議制の行政機関である会計検査院の構成員として、検査官会議の中でその意思決定に関わる。